# Zona Protegida da Península de Nicoya
A Zona Protegida da Península de Nicoya (em castelhano:  Zona Protectora Península de Nicoya), é uma área protegida na Costa Rica, administrada sob a Área de Conservação Tempisque. Foi criada em 1994 pelo decreto executivo 22968-MIRENEM.